# Lijst van rijksmonumenten in Renkum

Kaart met locaties van de monumenten.

De gemeente Renkum telt 76 inschrijvingen in het rijksmonumentenregister, hieronder een overzicht. Zie ook de gemeentelijke monumenten in Renkum.

## Doorwerth
De plaats Doorwerth telt 6 inschrijvingen in het rijksmonumentenregister.
| Object                                         | Oorspronkelijke functie? | Bouwjaar         | Architect            | Locatie                   | Coördinaten?                  | Nr.?   | Afbeelding                                     |
| ---------------------------------------------- | ------------------------ | ---------------- | -------------------- | ------------------------- | ----------------------------- | ------ | ---------------------------------------------- |
| Kasteel Doorwerth                              | Kasteel, buitenplaats    | ca. 1260         |                      | Fonteinallee 2            | 51° 58' 1" NB, 5° 47' 15" OL  | 32429  | Meer afbeeldingen                              |
| Laag Wolfheze: landhuis                        | Kasteel, buitenplaats    | 1919             | ir. Samuel de Clercq | Utrechtseweg 321          | 51° 59' 18" NB, 5° 48' 1" OL  | 523653 | Laag Wolfheze: landhuis                        |
| Laag Wolfheze: historische tuin- en parkaanleg | Tuin, park en plantsoen  | 1920             | Samuel Voorhoeve     | Utrechtseweg 321          | 51° 59' 22" NB, 5° 47' 56" OL | 523654 | Laag Wolfheze: historische tuin- en parkaanleg |
| Laag Wolfheze: toegangshek                     | Erfscheiding             | 1920             | ir. Samuel de Clercq | Utrechtseweg 321          | 51° 59' 22" NB, 5° 47' 56" OL | 523655 | Laag Wolfheze: toegangshek                     |
| Watertoren                                     | Nutsbedrijf              | 1938             | Th.K.J. Koch         | Spechtlaan bij 23         | 51° 58' 35" NB, 5° 47' 32" OL | 523656 | Watertoren                                     |
| Transformatorhuisje                            | Nutsbedrijf              | tussen 1920-1930 | G. Versteeg          | Van der Molenallee bij 46 | 51° 58' 50" NB, 5° 47' 13" OL | 523660 | Transformatorhuisje                            |

## Heelsum
De plaats Heelsum telt 6 inschrijvingen in het rijksmonumentenregister.
| Object                          | Oorspronkelijke functie? | Bouwjaar                    | Architect                                                     | Locatie                         | Coördinaten?                  | Nr.?   | Afbeelding                      |
| ------------------------------- | ------------------------ | --------------------------- | ------------------------------------------------------------- | ------------------------------- | ----------------------------- | ------ | ------------------------------- |
| Nederlands Hervormde Kerk       | Kerk en kerkonderdeel    | 1517-1519                   |                                                               | Koninginnelaan 24               | 51° 58' 39" NB, 5° 45' 35" OL | 32430  | Meer afbeeldingen               |
| Villa Heidestein                | Kasteel, buitenplaats    | 1815                        |                                                               | Utrechtseweg 67                 | 51° 58' 45" NB, 5° 45' 5" OL  | 32431  | Meer afbeeldingen               |
| Grafheuvel, alsmede een zone    | Archeologisch monument   | Neolithicum                 |                                                               | Driegemeentenpad                | 52° 0' 39" NB, 5° 45' 13" OL  | 341296 | Upload foto                     |
| Grafheuvel, alsmede een zone    | Archeologisch monument   | Neolithicum en/of Bronstijd |                                                               | tussen Utrechtseweg en Rijksweg | 51° 58' 54" NB, 5° 46' 30" OL | 341301 | Grafheuvel, alsmede een zone    |
| Terrein waarin drie grafheuvels | Archeologisch monument   | Neolithicum en/of Bronstijd |                                                               | A50                             | 51° 59' 17" NB, 5° 46' 31" OL | 45958  | Terrein waarin drie grafheuvels |
| Opheem                          | Woonhuis                 | 1920                        | P.J.W.J. van der Burgh in samenwerking met ing. F. Eschauzier | Bloemenlaan 2                   | 51° 58' 58" NB, 5° 45' 39" OL | 523659 | Meer afbeeldingen               |

## Heveadorp
De plaats Heveadorp telt 4 inschrijvingen in het rijksmonumentenregister.
| Object                                                               | Oorspronkelijke functie? | Bouwjaar                      | Architect | Locatie | Coördinaten?                  | Nr.?   | Afbeelding        |
| -------------------------------------------------------------------- | ------------------------ | ----------------------------- | --------- | ------- | ----------------------------- | ------ | ----------------- |
| Vier grafheuvels                                                     | Archeologisch monument   | Neolithicum en/of Bronstijd   |           |         | 51° 58' 27" NB, 5° 47' 33" OL | 341306 | Vier grafheuvels  |
| Grafheuvel                                                           | Archeologisch monument   | Neolithicum en/of Bronstijd   |           |         | 51° 58' 60" NB, 5° 48' 20" OL | 45964  | Grafheuvel        |
| Hunneschans: vroeg-middeleeuwse versterking met aarden wal en gracht | Archeologisch monument   | Karolingisch (omstreeks 1000) |           |         | 51° 58' 17" NB, 5° 48' 39" OL | 45966  | Meer afbeeldingen |

## Oosterbeek
De plaats Oosterbeek telt 40 inschrijvingen in het rijksmonumentenregister. Zie Lijst van rijksmonumenten in Oosterbeek voor een overzicht.

## Renkum
De plaats Renkum telt 15 inschrijvingen in het rijksmonumentenregister.
| Object                                                              | Oorspronkelijke functie?  | Bouwjaar                                                          | Architect         | Locatie                    | Coördinaten?                  | Nr.?   | Afbeelding                      |
| ------------------------------------------------------------------- | ------------------------- | ----------------------------------------------------------------- | ----------------- | -------------------------- | ----------------------------- | ------ | ------------------------------- |
| Everwijnsgoed                                                       | Boerderij                 | 1805                                                              |                   | Bennekomseweg 160          | 51° 59' 22" NB, 5° 43' 49" OL | 32428  | Meer afbeeldingen               |
| Middeleeuwse kerkheuvel, alsmede een zone                           | Archeologisch monument    | middeleeuwen                                                      |                   |                            | 51° 59' 39" NB, 5° 43' 56" OL | 341276 | Upload foto                     |
| Grafheuvel, alsmede een zone                                        | Archeologisch monument    | Neolithicum en/of Bronstijd                                       |                   |                            | 51° 59' 45" NB, 5° 44' 7" OL  | 341286 | Grafheuvel, alsmede een zone    |
| Twee grafheuvels, alsmede zones                                     | Archeologisch monument    | Neolithicum en/of Bronstijd                                       |                   |                            | 52° 0' 14" NB, 5° 44' 17" OL  | 341291 | Upload foto                     |
| Terrein waarin twee grafheuvels                                     | Archeologisch monument    | Neolithicum en/of Bronstijd                                       |                   |                            | 51° 59' 5" NB, 5° 44' 9" OL   | 45951  | Terrein waarin twee grafheuvels |
| Terrein waarin een grafheuvel                                       | Archeologisch monument    | Neolithicum en/of Bronstijd                                       |                   |                            | 51° 59' 9" NB, 5° 44' 11" OL  | 45952  | Terrein waarin een grafheuvel   |
| Terrein waarin een grafheuvel                                       | Archeologisch monument    | Neolithicum en/of Bronstijd                                       |                   |                            | 51° 59' 24" NB, 5° 44' 10" OL | 45953  | Upload foto                     |
| Terrein waarin vier grafheuvels                                     | Archeologisch monument    | Neolithicum en/of Bronstijd                                       |                   |                            | 51° 59' 38" NB, 5° 44' 7" OL  | 45954  | Upload foto                     |
| Terrein waarin een grafheuvel                                       | Archeologisch monument    | Neolithicum en/of Bronstijd                                       |                   |                            | 51° 59' 46" NB, 5° 44' 26" OL | 45955  | Upload foto                     |
| Terrein waarin een grafheuvel                                       | Archeologisch monument    | Neolithicum en/of Bronstijd                                       |                   |                            | 51° 59' 54" NB, 5° 44' 11" OL | 45956  | Terrein waarin een grafheuvel   |
| Terrein waarin twee grafheuvels                                     | Archeologisch monument    | Neolithicum en/of Bronstijd                                       |                   |                            | 52° 0' 9" NB, 5° 44' 10" OL   | 45957  | Upload foto                     |
| Terrein waarin overblijfselen van het voormalige kasteel Grunsvoort | Archeologisch monument    | ca. 14e eeuw                                                      |                   | Kortenburg/Beukenlaan      | 51° 58' 31" NB, 5° 43' 13" OL | 45968  | Meer afbeeldingen               |
| Keyenberg                                                           | Kasteel, buitenplaats     | ca. 1820                                                          |                   | Nieuwe Keijenbergseweg 171 | 51° 59' 13" NB, 5° 43' 55" OL | 46631  | Keyenberg                       |
| Huize Campina                                                       | Woonhuis                  | 1920                                                              | A. Kraaijenvanger | Utrechtseweg 102           | 51° 58' 38" NB, 5° 44' 54" OL | 523658 | Huize Campina                   |
| De Hoop                                                             | Industrie- en poldermolen | 1858 (bouw) 1944 (vernield) 1945 (onttakeld) 2013 (gerestaureerd) |                   | Molenweg 53                | 51° 58' 30" NB, 5° 43' 47" OL | 527643 | Meer afbeeldingen               |

## Wolfheze
De plaats Wolfheze telt 5 inschrijvingen in het rijksmonumentenregister.
| Object                            | Oorspronkelijke functie? | Bouwjaar                    | Architect | Locatie | Coördinaten?                  | Nr.?   | Afbeelding                        |
| --------------------------------- | ------------------------ | --------------------------- | --------- | ------- | ----------------------------- | ------ | --------------------------------- |
| Heuvel waarin resten van een kerk | Archeologisch monument   | middeleeuwen                |           |         | 51° 59' 44" NB, 5° 47' 34" OL | 341266 | Heuvel waarin resten van een kerk |
| Grafheuvel                        | Archeologisch monument   | Neolithicum en/of Bronstijd |           |         | 52° 1' 15" NB, 5° 47' 38" OL  | 341312 | Grafheuvel                        |
| Twee grafheuvels, alsmede zones   | Archeologisch monument   | Neolithicum en/of Bronstijd |           |         | 51° 59' 48" NB, 5° 48' 30" OL | 341322 | Meer afbeeldingen                 |
| Grafheuvel, alsmede een zone      | Archeologisch monument   | Neolithicum en/of Bronstijd |           |         | 51° 59' 52" NB, 5° 48' 48" OL | 341328 | Grafheuvel, alsmede een zone      |
| Terrein waarin drie grafheuvels   | Archeologisch monument   | Neolithicum en/of Bronstijd |           |         | 52° 0' 1" NB, 5° 48' 20" OL   | 45961  | Meer afbeeldingen                 |